# Богунович, Момчило
Момчило Богунович (серб. Момчило Богуновић; (1951—1993) — сербский военный деятель, известный военачальник армии Сербской Краины в период войны в Хорватии.

## Биография
Момчило Богунович родился в селе Биляне-Донье в общине Бенковац в 1951 году. После окончания гимназии в Бенковаце выбрал профессию военного и поступил в Военную академию Сухопутных войск Югославской Народной Армии. В академии Богунович учился на командира пехоты. Обучение проходил в Белграде и Сараеве и окончил его в 1974 году. Затем был отправлен проходить службу в гарнизоны на территории СР Словении. Распад Югославии встретил в этой отделяющейся республике. Во время вывода федеральной армии из Словении Богунович получил назначение  в Бенковац, где возглавил штаб 180-й моторизованной бригады 9-го Книнского корпуса. На этой должности он участвовал в боевых действиях вплоть до вывода ЮНА из Сербской Краины весной 1992 года. В Республике Сербской Краине в этот период формировались бригады отдельных подразделений милиции, которые должны были прикрывать линию фронта. В Бенковаце была сформирована 92-я бригада, чьим командиром был назначен Момчило Богунович. В октябре 1992 года вооруженные формирования Сербской Краины были реорганизованы. Вместо бригад милиции были созданы регулярные пехотные, легкопехотные и моторизованные бригады. Бенковацкую 92-ю моторизованную бригаду вновь возглавил Богунович. 22 января 1993 года хорватская армия начала наступление в районе Масленицы. Заняв несколько населенных пунктов и аэродром Земуник хорватские подразделения не смогли продолжить наступление и в ряде мест перешли к обороне. Основной удар хорватских бригад и полков приняла на себя 92-я бригада. 1 февраля 1993 года полковник Момчило Богунович лично возглавил контратаку и погиб в бою неподалеку от села, где родился.